# The Loud Tour
The Loud Tour es la cuarta gira de conciertos de la cantante barbadense Rihanna, en apoyo de su quinto álbum de estudio, Loud. La visita fue anunciada el 7 de diciembre de 2010 e incluiryó 95 espectáculos. La gira comenzó en Baltimore, Estados Unidos, dando un total de 33 espectáculos en América del Norte, y pasando por Barbados y Brasil antes de llegar a Europa, donde la cantante ofreció un total de 57 conciertos finalizando el 22 de diciembre de 2011 en el O2 de Londres. Debido a la demanda del público fenomenal, Rihanna ha tenido que ampliar el recorrido varias veces. Una de esas veces para añadir Barcelona y Madrid a su gira.

## Antecedentes

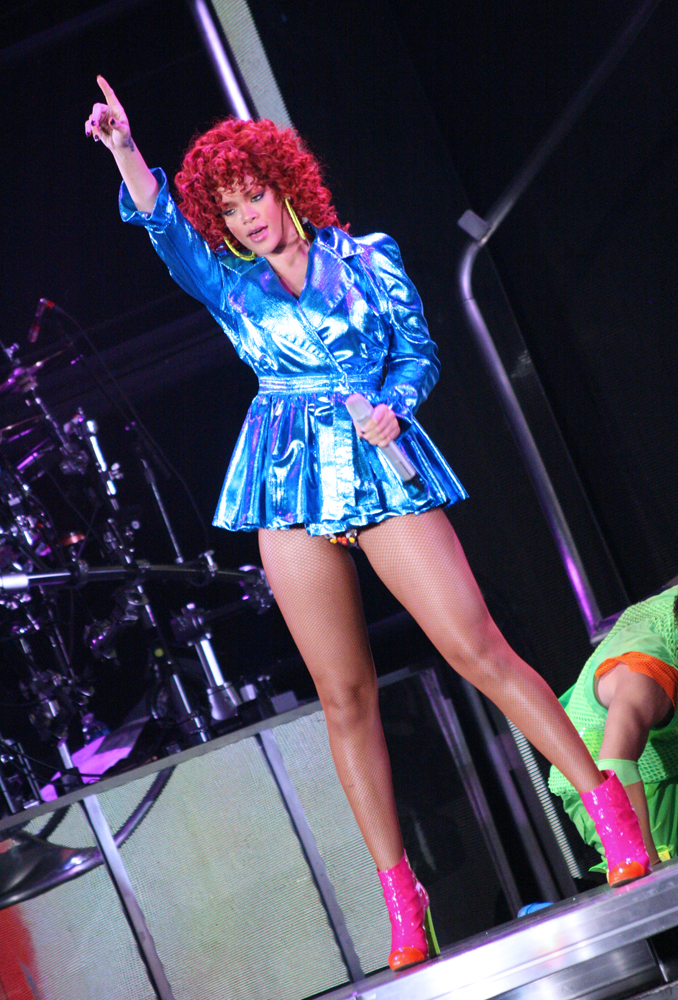
Rihanna cantando «Only Girl (In The World)».

La revista estadounidense Billboard publicó esto sobre la gira:
Rihanna anunció el 9 de febrero de 2011 que se embarcará en un viaje en América del Norte conocido como el "Loud Tour", en apoyo de su más reciente álbum "Loud". La gira comenzará en junio en Baltimore, y llegará a Toronto, Los Ángeles, Oakland, California, Nueva York y Nueva Jersey antes de envolver a Filadelfia en julio.

«Estamos creando un viaje increíble con esta gira. Estoy emocionada de salir a la calle y compartir mi nueva música de este álbum», dijo la diva del pop a través de un comunicado. «Vamos a tener un tiempo increíble y sé que mis fans están listos para LOUD!»

Los boletos estarán a la venta desde el 14 de febrero de 2011 a las Ticketmaster.com y Live Nation.
Renault UK será el patrocinador oficial de The Loud Tour 2011. Desarrollado por Renault Va Va Voom, ganador de los Brit Awards y estrella de la campaña Renault Clio Va Va Voom. Renaul UK, dijo:

«Rihanna se encuentra en el nuevo anuncio de Renault Clio por lo que parecía un paso lógico para estar envueltos con su muy esperada gira a finales de este año The Loud Tour. No tenemos ninguna duda de que ella va a demostrar que ella tiene un montón de Va Va Voom en el escenario y estamos encantados de ser su apoyo.»

Mientras que en la alfombra roja de los Grammy, Rihanna habló con Ryan Seacrest acerca de la gira diciendo:

«Se va a comenzar la primera semana de junio en los Estados Unidos es la era Loud por lo que estoy muy entusiasmada porque van a ser de colores nuevos, nuevo escenario y nuevo show...»

En American Idol, Rihanna fue entrevistado por Ryan Seacrest, donde habló sobre el diseño del escenario diciendo:

«Acabamos el diseño del escenario y tenemos una sección que estamos construyendo... donde los fans pueden realmente estar en el espectáculo y en el escenario y estar más cerca de lo que han estado. Es verdaderamente VIP.»

## Recepción
La revista Rolling Stone dijo que Loud es el nombre perfecto para la gira de verano de Rihanna, que se inició con el concierto totalmente vendido en 1st Mariner Arena en Baltimore.
Más allá del volumen del espectáculo, que era considerable, el tema prevaleció a través del conjunto, construido alrededor de un altavoz gigante, el vestuario (sobre todo de neón y brillante), y toda la producción propia: un espectáculo glorioso perfectamente en acorde con la cantante, que parece producir grandes éxitos por docenas.
El espectáculo comenzó con una guerra relámpago de video con cuatro pantallas circulares colgantes unidas a una pantalla estacionaria gigante que proyectaba la llegada de Rihanna. Llevaba una mini gabardina azul eléctrico y botas rosas con tacones de neón verde y de inmediato interpretó su éxito número uno, «Only Girl (In The World)» de su álbum del 2010, también titulado Loud.
Antes de la audiencia pudiera recobrar el aliento, la cantante había arrojado la garbardina azul, revelando un bikini multicolor, recogió una banda de bailarines y pasó directamente a «Disturbia», otro número uno, este de su álbum del 2007 titulado Good Girl Gone Bad y luego hizo la transición a la perfección a otro éxito del 2007 de «Shut Up and Drive», repleta de bailarines vestidos de neón grafiti encima de un carro en donde sostenían bates.

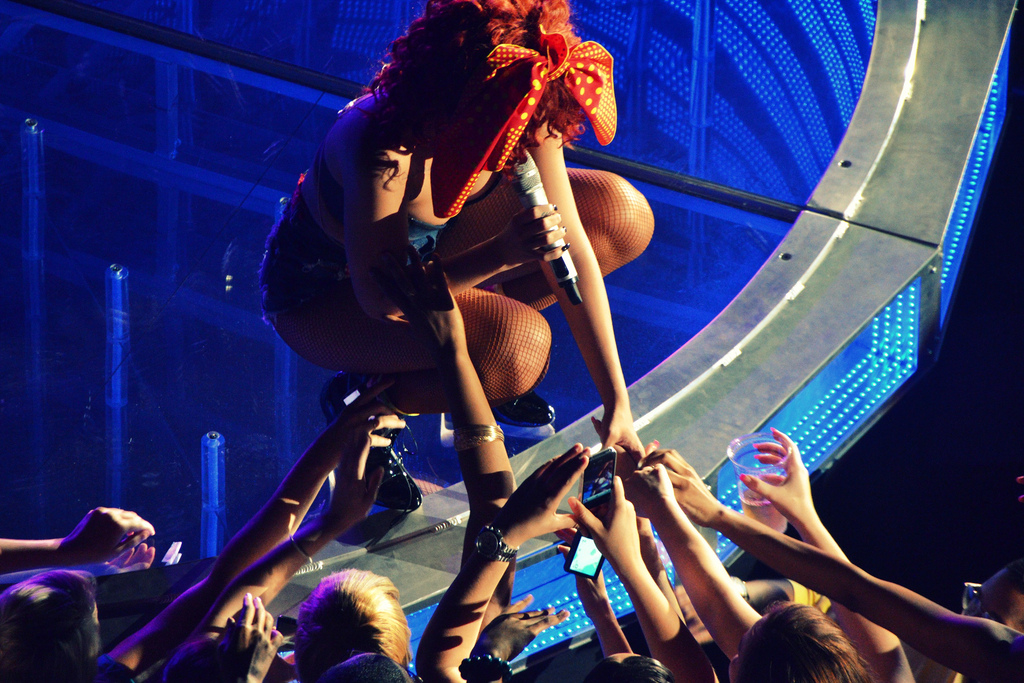
En varias entrevistas la cantante anunció que los fanes serían parte del show en The Loud Tour.

Durante casi dos horas un conjunto muy largo para una actividad de la producción en donde Rihanna mantiene un ritmo implacable, trabajando su camino a través de 24 canciones, seis armarios diferentes y los cambios sin fin establecido, todos sin ningún tipo de inmersión de energía. La producción incluyó varios hábiles interludios musicales y de vídeo incluyendo una enorme cantidad de solos de guitarra para evitar que se quede oscuro en los cambios.
Uno de los espectáculos más impresionantes que fue muy erótico fue el del sencillo «S&M», lanzado con una cobertura bastante fiel de Prince Rogers Nelson «Darling Nikki», en el que Rihanna, está vestida con un esmoquin y portando un bastón, en donde pretendió golpear a tres bailarinas casi desnudas. En el momento en que había una transición en «S&M», otro éxito, Rihanna había sido despojado del esmoquin para revelar un corsé de esclavitud blanco y llevaba esposas. Cerca de hombres casi desnudos y un miembro de la audiencia femenina se añadieron a la mezcla antes de todo terminar (lindamente) en una pelea de almohadas.
En un mini ejército e incluyendo el éxito «Hard», Rihanna se montó en lo alto de un tanque rosa de dos cañones que dispararon T-Shirts a la multitud, había unos soldados bailarines disfrazados con rifles de color rosa. Cuando «Breakin' Dishes» fue seguida por «Glamorous Life», donde se montó en una plataforma con tambores y en donde tuvo un impresionante solo.
Ella estaba en su sexto traje, un mini vestido de lamé de oro y el cierre en donde pasó de su éxito número uno con Eminem, «Love the Way You Lie», a su número uno con Jay-Z, «Umbrella». Ha sido subestimada en comparación con el resto de la serie con sólo un escuadrón de bailarines con esmoquin y una lluvia de confeti de color rosa, pero fue impresionante que todavía estaba cantando y bailando a un ritmo. Fue aún más notable que había golpes aún más grandes.

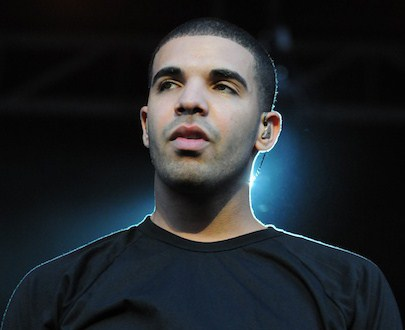
El rapero Drake se unió a Rihanna para cantar «What's My Name?» en Toronto, Canadá.

## Incidentes

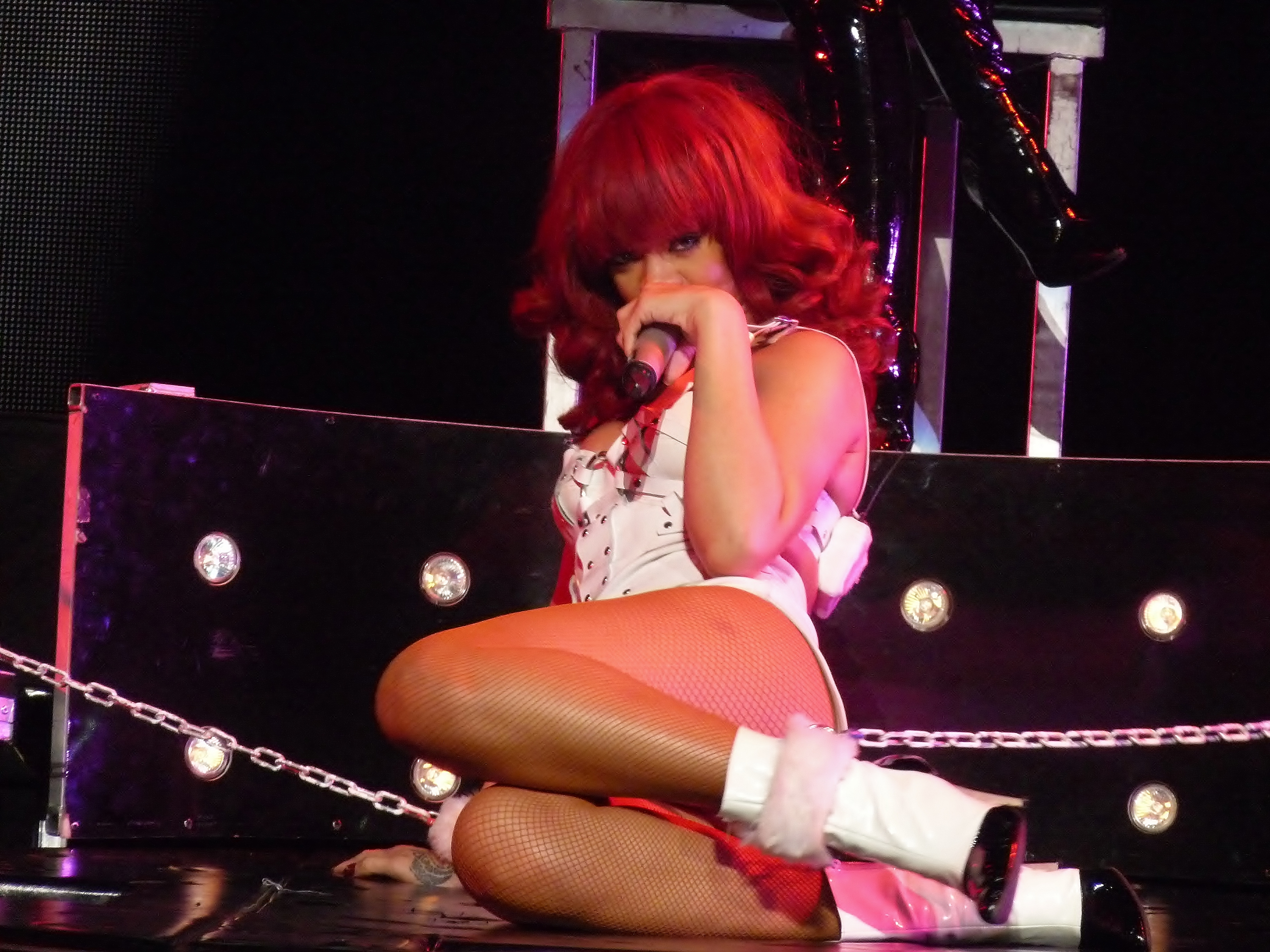
Rihanna en vivo en Bankatlantic Center, Sunrise, Florida, en su gira The Loud Tour. 14 de julio de 2011

En la actuación en Dallas, cuando terminó de cantar «California King Bed» el techo del escenario del American Airlines Center se empezó a incendiar debido al uso de fuegos artificiales durante el final de la canción. Después de que las llamas fueron extinguidas, el show fue cancelado y las personas fueron evacuadas. A pesar de la espera a que el concierto fuera reprogramado, no se anunciaron fechas.
Rihanna fue hospitalizada de urgencia el 31 de octubre por un cuadro gripal que se le presentó, teniendo que cancelar sus conciertos programados para presentarse por esas fechas en Suecia. Se espera que sean reprogramados.

## Actos de apertura
- Cee Lo Green (Norteamérica)[11]
- J. Cole (Norteamérica)[12]
- B.o.B (Norteamérica)[13]
- DJ Dummy (Norteamérica)[14]
- Calvin Harris (Europa)

## Difusiones y grabaciones
La actuación de Rihanna durante el Rock In Rio fue transmitida en vivo en Brasil por Multishow, Globo.com y Rede Globo y puesta al aire de manera internacional por YouTube.
Un clip de Rihanna interpretando “We Found Love” en la gira, salió al aire en los "Grammy Nominations Concert".
Rihanna filmó los tres últimos shows en Londres en diciembre del 2011 para la realización de un DVD. Este anuncio ya estaba siendo rumoreado a principios de diciembre, sin embargo Rihanna lo confirmó de manera oficial en su página de Facebook el 19 de diciembre. El DVD será lanzado el 8 de diciembre del 2012.

## Lista de canciones
Act I:
1. Video Intro (video interludio contiene elementos de Only Girl (In the World)
2. «Only Girl (In the World)»
3. «Disturbia»
4. «Shut Up and Drive»
5. «Man Down»

Act II:
1. «Darling Nikki» (cover de Prince Rogers Nelson)(contiene extractos de "S&M") (Interpretada en algunas fechas)
2. «S&M»
3. «Let Me» (Interpretada en algunas fechas)
4. «Skin» (Interpretada en algunas fechas)

Act III:
1. «Raining Men»
2. «Hard»
3. «Breakin' Dishes» (Interpretada en algunas fechas)
4. Mezcla:
  1. «Run This Town»
  2. «Live Your Life»

Act IV:
1. Video Interludio I
2. «Unfaithful»
3. "Te Amo" (Interpretada solo en Brasil)
4. «Hate That I Love You» (Interpretada en algunas fechas)
5. «California King Bed»

Act V:
1. Video interludio II (contiene extractos de Pon de Replay)
2. «What's My Name?»
3. «Rude Boy»
4. «Cheers (Drink to That)» (En alguna fechas cambiada por "Fading")
5. «Don't Stop the Music»
6. «Take A Bow»  (Interpretada en algunas fechas)
7. «Redemption Song» (Interpretada durante V Festival)

Encore:
1. «Love the Way You Lie (Part II)»

1. «Umbrella»
2. «We Found Love» (Interpretada desde la presentación en el O2 Arena)

Fuente:

## Fechas de la gira
| Norteamérica             |                 |                 |                                           |
| 4 de junio de 2011       | Baltimore       | Estados Unidos  | 1st Mariner Arena                         |
| 6 de junio de 2011       | Toronto         | Canadá          | Air Canada Centre                         |
| 7 de junio de 2011       | Toronto         | Canadá          | Air Canada Centre                         |
| 8 de junio de 2011       | Ottawa          | Canadá          | Scotiabank Place                          |
| 10 de junio de 2011      | Montreal        | Canadá          | Bell Centre                               |
| 11 de junio de 2011      | Montreal        | Canadá          | Bell Centre                               |
| 14 de junio de 2011      | Auburn Hills    | Estados Unidos  | The Palace of Auburn Hills                |
| 15 de junio de 2011      | Chicago         | Estados Unidos  | United Center                             |
| 16 de junio de 2011      | Minneapolis     | Estados Unidos  | Target Center                             |
| 18 de junio de 2011      | Winnipeg        | Canadá          | MTS Centre                                |
| 19 de junio de 2011      | Saskatoon       | Canadá          | Credit Union Centre                       |
| 21 de junio de 2011      | Calgary         | Canadá          | Scotiabank Saddledome                     |
| 22 de junio de 2011      | Edmonton        | Canadá          | Rexall Place                              |
| 24 de junio de 2011      | Vancouver       | Canadá          | Rogers Arena                              |
| 25 de junio de 2011      | Vancouver       | Canadá          | Rogers Arena                              |
| 28 de junio de 2011      | Los Ángeles     | Estados Unidos  | Staples Center                            |
| 29 de junio de 2011      | Anaheim         | Estados Unidos  | Honda Center                              |
| 30 de junio de 2011      | Oakland         | Estados Unidos  | Oracle Arena                              |
| 2 de julio de 2011       | Las Vegas       | Estados Unidos  | Mandalay Bay Events Center                |
| 4 de julio de 2011       | Albuquerque     | Estados Unidos  | The Pavilion                              |
| 8 de julio de 2011       | Dallas          | Estados Unidos  | American Airlines Center                  |
| 9 de julio de 2011       | Houston         | Estados Unidos  | Toyota Center                             |
| 11 de julio de 2011      | Birmingham      | Estados Unidos  | BJCC Arena                                |
| 12 de julio de 2011      | Atlanta         | Estados Unidos  | Chastain Park Amphitheatre                |
| 14 de julio de 2011      | Sunrise         | Estados Unidos  | BankAtlantic Center                       |
| 16 de julio de 2011      | Greensboro      | Estados Unidos  | Greensboro Coliseum                       |
| 17 de julio de 2011      | Atlantic City   | Estados Unidos  | Borgata Event Center                      |
| 19 de julio de 2011      | Uniondale       | Estados Unidos  | Nassau Coliseum                           |
| 21 de julio de 2011      | East Rutherford | Estados Unidos  | Izod Center                               |
| 22 de julio de 2011      | Uncasville      | Estados Unidos  | Mohegan Sun Arena                         |
| 23 de julio de 2011      | Filadelfia      | Estados Unidos  | Wells Fargo Center                        |
| 24 de julio de 2011      | Boston          | Estados Unidos  | TD Garden                                 |
| Centroamérica            |                 |                 |                                           |
| 5 de agosto de 2011      | Bridgetown      | Barbados        | Kensington Oval                           |
| Europa                   |                 |                 |                                           |
| 15 de agosto de 2011     | Helsinki        | Finlandia       | Hietaranta Beach                          |
| 17 de agosto de 2011     | Bergen          | Noruega         | Koengen                                   |
| 18 de agosto de 2011     | Bergen          | Noruega         | Koengen                                   |
| 20 de agosto de 2011     | Weston          | Inglaterra      | Weston Park                               |
| 21 de agosto de 2011     | Chelmsford      | Inglaterra      | Hylands Park                              |
| Sudamérica               |                 |                 |                                           |
| 17 de septiembre de 2011 | São Paulo       | Brasil          | Estádio do Morumbi                        |
| 18 de septiembre de 2011 | Belo Horizonte  | Brasil          | Mineirinho                                |
| 21 de septiembre de 2011 | Brasilia        | Brasil          | Estadio Nacional de Brasilia              |
| 23 de septiembre de 2011 | Río de Janeiro  | Brasil          | Parque Olímpico Cidade do Rock            |
| Europa                   |                 |                 |                                           |
| 29 de septiembre de 2011 | Belfast         | Irlanda         | Odyssey Arena                             |
| 30 de septiembre de 2011 | Belfast         | Irlanda         | Odyssey Arena                             |
| 1 de octubre de 2011     | Belfast         | Irlanda         | Odyssey Arena                             |
| 3 de octubre de 2011     | Dublín          | Irlanda         | 3Arena                                    |
| 5 de octubre de 2011     | Londres         | Inglaterra      | The O2 Arena                              |
| 6 de octubre de 2011     | Londres         | Inglaterra      | The O2 Arena                              |
| 7 de octubre de 2011     | Liverpool       | Inglaterra      | Echo Arena                                |
| 9 de octubre de 2011     | Mánchester      | Inglaterra      | Manchester Evening News Arena             |
| 10 de octubre de 2011    | Glasgow         | Inglaterra      | Scottish Exhibition and Conference Centre |
| 11 de octubre de 2011    | Glasgow         | Inglaterra      | Scottish Exhibition and Conference Centre |
| 13 de octubre de 2011    | Londres         | Inglaterra      | The O2 Arena                              |
| 15 de octubre de 2011    | Birmingham      | Inglaterra      | LG Arena                                  |
| 16 de octubre de 2011    | Newcastle       | Inglaterra      | Metro Radio Arena                         |
| 19 de octubre de 2011    | Lyon            | Francia         | Halle Tony Garnier                        |
| 20 de octubre de 2011    | París           | Francia         | Palais Omnisports de Paris-Bercy          |
| 21 de octubre de 2011    | París           | Francia         | Palais Omnisports de Paris-Bercy          |
| 22 de octubre de 2011    | Amberes         | Bélgica         | Sportpaleis                               |
| 25 de octubre de 2011    | Múnich          | Alemania        | Olympiahalle                              |
| 26 de octubre de 2011    | Fráncfort       | Alemania        | Festhalle                                 |
| 28 de octubre de 2011    | Herning         | Dinamarca       | Jyske Bank Boxen                          |
| 30 de octubre de 2011    | Oslo            | Noruega         | Specktrum                                 |
| 31 de octubre de 2011    | Malmö           | Suecia          | Malmö Arena                               |
| 1 de noviembre de 2011   | Estocolmo       | Suecia          | Ericsson Globe                            |
| 2 de noviembre de 2011   | Estocolmo       | Suecia          | Ericsson Globe                            |
| 4 de noviembre de 2011   | Hanóver         | Alemania        | TUI Arena                                 |
| 5 de noviembre de 2011   | Leipzig         | Alemania        | Arena Leipzig                             |
| 7 de noviembre de 2011   | Zúrich          | Suiza           | Hallenstadion                             |
| 8 de noviembre de 2011   | Colonia         | Alemania        | Lanxess Arena                             |
| 9 de noviembre de 2011   | Arnhem          | Países Bajos    | Gelredome                                 |
| 11 de noviembre de 2011  | Amberes         | Bélgica         | Sportpaleis                               |
| 13 de noviembre de 2011  | Londres         | Inglaterra      | The O2 Arena                              |
| 14 de noviembre de 2011  | Londres         | Inglaterra      | The O2 Arena                              |
| 15 de noviembre de 2011  | Londres         | Inglaterra      | The O2 Arena                              |
| 18 de noviembre de 2011  | Birmingham      | Inglaterra      | LG Arena                                  |
| 19 de noviembre de 2011  | Sheffield       | Inglaterra      | Sheffield Arena                           |
| 21 de noviembre de 2011  | Mánchester      | Inglaterra      | Manchester Evening News Arena             |
| 22 de noviembre de 2011  | Nottingham      | Inglaterra      | Trent FM Arena                            |
| 23 de noviembre de 2011  | Glasgow         | Inglaterra      | Scottish Exhibition and Conference Centre |
| 25 de noviembre de 2011  | Dublín          | Irlanda         | The O2                                    |
| 27 de noviembre de 2011  | Newcastle       | Inglaterra      | Metro Radio Arena                         |
| 28 de noviembre de 2011  | Mánchester      | Inglaterra      | Manchester Evening News Arena             |
| 29 de noviembre de 2011  | Birmingham      | Inglaterra      | National Indoor Arena                     |
| 1 de diciembre de 2011   | Londres         | Inglaterra      | The O2 Arena                              |
| 2 de diciembre de 2011   | Mánchester      | Inglaterra      | Manchester Evening News Arena             |
| 4 de diciembre de 2011   | Hamburgo        | Alemania        | O2 World                                  |
| 6 de diciembre de 2011   | Łódź            | Polonia         | Atlas Arena                               |
| 7 de diciembre de 2011   | Praga           | República Checa | O2 Arena                                  |
| 8 de diciembre de 2011   | Budapest        | Hungría         | Budapest Sports Arena                     |
| 10 de diciembre de 2011  | Zúrich          | Suiza           | Hallenstadion                             |
| 11 de diciembre de 2011  | Turín           | Italia          | Palasport Olimpico                        |
| 12 de diciembre de 2011  | Milán           | Italia          | Mediolanum Forum                          |
| 14 de diciembre de 2011  | Barcelona       | España          | Palau Sant Jordi                          |
| 15 de diciembre de 2011  | Madrid          | España          | Palacio de Deportes                       |
| 17 de diciembre de 2011  | Lisboa          | Portugal        | Pavilhão Atlântico                        |
| 20 de diciembre de 2011  | Londres         | Inglaterra      | The O2 Arena                              |
| 21 de diciembre de 2011  | Londres         | Inglaterra      | The O2 Arena                              |
| 22 de diciembre de 2011  | Londres         | Inglaterra      | The O2 Arena                              |

## Recaudaciones
| Lugar                  | Ciudad       | Entradas vendidas/disponibles | Recaudación |
| ---------------------- | ------------ | ----------------------------- | ----------- |
| Bell Centre            | Montreal     | 26,452 / 26,452 (100%)        | $2,269,580  |
| Palace of Auburn Hills | Auburn Hills | 10,639 / 11,135 (96%)         | $474,198    |
| Staples Center         | Los Ángeles  | 14,148 / 14,148 (100%)        | $1,045,114  |